# مقاطعة ليك (تينيسي)
مقاطعة ليك (بالإنجليزية: Lake County, Tennessee)‏ هي إحدى مقاطعات ولاية تينيسي في الولايات المتحدة. ، وتبلغ مساحتها 502 كم2، بلغ عدد سكانها 7832 نسمة في عام 2010 حسب إحصاء مكتب تعداد الولايات المتحدة وتصل الكثافة السكانية فيها 19 نسمة/كم2.

## أعلام
- جو أنغر

## وصلات خارجية
- www.lakecountytn.com